# Vòng loại UEFA Champions League 2025–26
Vòng loại UEFA Champions League 2025–26 là giai đoạn sơ loại của UEFA Champions League 2025–26 trước vòng đấu chính. Quá trình bao gồm giai đoạn vòng loại (từ vòng một đến vòng ba) và vòng play-off. Vòng loại bắt đầu vào ngày 8 tháng 7 và kết thúc vào ngày 27 tháng 8 năm 2025.
Tổng cộng 53 đội cạnh tranh ở hệ thống vòng loại của UEFA Champions League 2025–26, trong đó 42 đội thuộc Nhánh vô địch và 11 đội thuộc Nhánh không vô địch. Bảy đội chiến thắng ở vòng play-off (năm đội thuộc Nhánh vô địch, hai đội thuộc Nhánh không vô địch) đi tiếp vào vòng đấu hạng cùng với 29 đội đã vào thẳng vòng đấu hạng.
Thời gian theo múi giờ CEST (UTC+2), do UEFA liệt kê (giờ địa phương nếu khác thì được đặt trong ngoặc đơn).

## Vòng loại thứ nhất
Lễ bốc thăm cho vòng loại thứ nhất được tổ chức vào ngày 17 tháng 6 năm 2025.

### Tóm tắt
Các trận lượt đi được diễn ra vào ngày 8 và 9 tháng 7, các trận lượt về được diễn ra vào ngày 15 và 16 tháng 7 năm 2025.
Đội thắng của các cặp đấu đi tiếp vào vòng loại thứ hai thuộc Nhánh vô địch. 12 đội thua được chuyển qua vòng loại thứ hai Conference League Nhánh vô địch và hai đội thua còn lại (được chọn thông qua bốc thăm) được chuyển qua vòng loại thứ ba Conference League Nhánh vô địch.
| Đội 1              | TTSTooltip Aggregate score | Đội 2                 | Lượt đi | Lượt về      |
| ------------------ | -------------------------- | --------------------- | ------- | ------------ |
| Žalgiris           | 2–2 (10–11 p)              | Hamrun Spartans       | 2–0     | 0–2 (s.h.p.) |
| KuPS               | 1–0                        | Milsami Orhei         | 1–0     | 0–0          |
| The New Saints     | 1–2                        | Shkëndija             | 0–0     | 1–2 (s.h.p.) |
| Iberia 1999        | 2–6                        | Malmö FF              | 1–3     | 1–3          |
| FCI Levadia        | 0–2                        | RFS                   | 0–1     | 0–1          |
| Drita              | 4–2                        | Differdange 03        | 1–0     | 3–2          |
| Víkingur Gøta      | 2–4                        | Lincoln Red Imps      | 2–3     | 0–1          |
| Egnatia            | 1–5                        | Breiðablik            | 1–0     | 0–5          |
| Shelbourne         | 2–1                        | Linfield              | 1–0     | 1–1          |
| FCSB               | 4–3                        | Inter Club d'Escaldes | 3–1     | 1–2          |
| Virtus             | 1–4                        | Zrinjski Mostar       | 0–2     | 1–2          |
| Olimpija Ljubljana | 1–3                        | Kairat                | 1–1     | 0–2          |
| Noah               | 3–2                        | Budućnost Podgorica   | 1–0     | 2–2          |
| Ludogorets Razgrad | 3–2                        | Dinamo Minsk          | 1–0     | 2–2 (s.h.p.) |

## Vòng loại thứ hai
Lễ bốc thăm cho vòng loại thứ hai được tổ chức vào ngày 18 tháng 6 năm 2025.

### Tóm tắt
Các trận lượt đi được diễn ra vào ngày 22 và 23 tháng 7, các trận lượt về được diễn ra vào ngày 29 và 30 tháng 7 năm 2025.
Đội thắng của các cặp đấu đi tiếp vào vòng loại thứ ba. Đội thua được chuyển qua vòng loại thứ ba Europa League.
| Đội 1               | TTSTooltip Aggregate score | Đội 2              | Lượt đi | Lượt về      |
| ------------------- | -------------------------- | ------------------ | ------- | ------------ |
| Nhánh vô địch       |                            |                    |         |              |
| RFS                 | 1–5                        | Malmö FF           | 1–4     | 0–1          |
| Hamrun Spartans     | 0–6                        | Dynamo Kyiv        | 0–3     | 0–3          |
| Pafos               | 2–1                        | Maccabi Tel Aviv   | 1–1     | 1–0          |
| Lincoln Red Imps    | 1–6                        | Red Star Belgrade  | 0–1     | 1–5          |
| Noah                | 4–6                        | Ferencváros        | 1–2     | 3–4          |
| Lech Poznań         | 8–1                        | Breiðablik         | 7–1     | 1–0          |
| Copenhagen          | 3–0                        | Drita              | 2–0     | 1–0          |
| Rijeka              | 1–3                        | Ludogorets Razgrad | 0–0     | 1–3 (s.h.p.) |
| Shkëndija           | 3–1                        | FCSB               | 1–0     | 2–1          |
| Slovan Bratislava   | 6–2                        | Zrinjski Mostar    | 4–0     | 2–2          |
| Shelbourne          | 0–4                        | Qarabağ            | 0–3     | 0–1          |
| KuPS                | 2–3                        | Kairat             | 2–0     | 0–3          |
| Nhánh không vô địch |                            |                    |         |              |
| Brann               | 2–5                        | Red Bull Salzburg  | 1–4     | 1–1          |
| Viktoria Plzeň      | 3–2                        | Servette           | 0–1     | 3–1          |
| Rangers             | 3–1                        | Panathinaikos      | 2–0     | 1–1          |

## Vòng loại thứ ba
Lễ bốc thăm cho vòng loại thứ ba được tổ chức vào ngày 21 tháng 7 năm 2025.

### Tóm tắt
Các trận lượt đi được diễn ra vào ngày 5 và 6 tháng 8, các trận lượt về được diễn ra vào ngày 12 tháng 8 năm 2025.
Đội thắng của các cặp đấu đi tiếp vào vòng play-off. Đội thua thuộc Nhánh vô địch được chuyển qua vòng play-off Europa League. Đội thua thuộc Nhánh không vô địch được chuyển qua vòng đấu hạng Europa League.
| Đội 1               | TTSTooltip Aggregate score | Đội 2             | Lượt đi | Lượt về      |
| ------------------- | -------------------------- | ----------------- | ------- | ------------ |
| Nhánh vô địch       |                            |                   |         |              |
| Malmö FF            | 0–5                        | Copenhagen        | 0–0     | 0–5          |
| Kairat              | 1–1 (4–3 p)                | Slovan Bratislava | 1–0     | 0–1 (s.h.p.) |
| Lech Poznań         | 2–4                        | Red Star Belgrade | 1–3     | 1–1          |
| Ludogorets Razgrad  | 0–3                        | Ferencváros       | 0–0     | 0–3          |
| Dynamo Kyiv         | 0–3                        | Pafos             | 0–1     | 0–2          |
| Shkëndija           | 1–6                        | Qarabağ           | 0–1     | 1–5          |
| Nhánh không vô địch |                            |                   |         |              |
| Red Bull Salzburg   | 2–4                        | Club Brugge       | 0–1     | 2–3          |
| Rangers             | 4–2                        | Viktoria Plzeň    | 3–0     | 1–2          |
| Nice                | 0–4                        | Benfica           | 0–2     | 0–2          |
| Feyenoord           | 4–6                        | Fenerbahçe        | 2–1     | 2–5          |

## Vòng play-off
Lễ bốc thăm cho vòng play-off được tổ chức vào ngày 4 tháng 8 năm 2025.

### Tóm tắt
Các trận lượt đi được diễn ra vào ngày 19 và 20 tháng 8, các trận lượt về được diễn ra vào ngày 26 và 27 tháng 8 năm 2025.
Đội thắng của các cặp đấu đi tiếp vào vòng đấu hạng. Đội thua được chuyển qua vòng đấu hạng Europa League.
| Đội 1               | TTSTooltip Aggregate score | Đội 2       | Lượt đi | Lượt về |
| ------------------- | -------------------------- | ----------- | ------- | ------- |
| Nhánh vô địch       |                            |             |         |         |
| Ferencváros         | Trận 1                     | Qarabağ     | 1–3     | 27 thg8 |
| Red Star Belgrade   | Trận 2                     | Pafos       | 1–2     | 26 thg8 |
| Bodø/Glimt          | Trận 3                     | Sturm Graz  | 20 thg8 | 26 thg8 |
| Celtic              | Trận 4                     | Kairat      | 20 thg8 | 26 thg8 |
| Basel               | Trận 5                     | Copenhagen  | 20 thg8 | 27 thg8 |
| Nhánh không vô địch |                            |             |         |         |
| Fenerbahçe          | Trận 1                     | Benfica     | 20 thg8 | 27 thg8 |
| Rangers             | Trận 2                     | Club Brugge | 1–3     | 27 thg8 |